# Шэппс, Грант
Сэр Грант Шэппс (англ. Grant Shapps; род. 14 сентября 1968, Уотфорд, Хартфордшир) — британский политик. Занимал посты министра обороны (2023—2024), министра транспорта (2019—2022), министра внутренних дел (19—25 октября 2022) и министра энергетической безопасности и углеродной нейтральности (2023).
Работал в двух правительствах Дэвида Кэмерона (2010—2015), сопредседатель Консервативной партии (2012—2015).

## Биография

### Ранние годы и начало политической карьеры
Грант Шэппс родился 14 сентября 1968 года в Уотфорде, там же окончил грамматическую школу, позднее изучал бизнес в Городском университете Манчестера. В 1997 году неудачно баллотировался на выборах в Палату общин от Консервативной партии в лондонском избирательном округе Северный Саутуорк и Бермондси, в 2001 предпринял новую неудачную попытку в округе Уэлуин Хэтфилд в Хартфордшире, но в 2005 году в этом последнем округе Шэппс был избран. В 2010—2012 годах являлся младшим министром по обеспечению жильём и местному самоуправлению в кабинете Дэвида Кэмерона.
В 2005 году Дэвид Кэмерон поручил Шэппсу организацию предвыборных кампаний консерваторов, и в 2006 году на дополнительных выборах в отдельных округах ввиду выбытия избранных ранее депутатов, показатели партии снизились. В 2007 году Шэппс стал теневым министром по обеспечению жильём, оставив предыдущее назначение, и, по утверждению наблюдателей, очередные дополнительные выборы увенчались для консерваторов успехом.

### Председатель партии и министр без портфеля
4 сентября 2012 года в кабинете Дэвида Кэмерона произошли существенные перестановки, в результате которых баронесса Варси оставила должности председателя Консервативной партии и министра без портфеля, Шэппс же стал сопредседателем партии, а вместе с Кеннетом Кларком также министром без портфеля.
В марте 2015 года в интервью радиостанции LBC Шэппс случайно проговорился, что после избрания в Палату общин в 2005 году не оставил в действительности, как объявил официально, руководящие должности и акции компании PrintHouse Corporation, исполняющей типографские работы и оказывающей интернет-услуги, а продолжил заниматься бизнесом под псевдонимом Майкл Грин (Michael Green). Впоследствии он объяснял своё заявление допущенной им самим ошибкой в датах. В преддверии парламентских выборов лейбористы выдвинули обвинения, что названная компания оказывала типографские услуги парламенту по завышенным тарифам, но руководство Консервативной партии выступило в защиту Шэппса, причислив его к «святым по затратам» (expenses saints).

### Понижение
7 мая 2015 года состоялись очередные парламентские выборы, которые принесли Гранту Шэппсу победу в своём округе Уэлуин Хэтфилд с результатом 50,4 % голосов против 26,1 % у сильнейшего из нескольких соперников — лейбориста Анавара Миа (Anawar Miah). По сравнению с предыдущими выборами результат Шэппса снизился на 6,6 %.
11 мая 2015 года Дэвид Кэмерон сформировал новый кабинет, в котором Шэппс был перемещён на должность младшего министра международного развития. Новое назначение является понижением, хотя в председательство Шэппса консерваторы впервые за 23 года получили абсолютное большинство в Палате общин. Аналитики связали это решение премьера со скандальным заявлением лейбориста Карла Тёрнера в ходе предвыборной кампании. Тот утверждал, что пользователь Википедии Contribsx, делавший неправомерные правки в статье о Тёрнере и заблокированный за это, — либо сам Шэппс, либо связан с ним, поскольку первая правка была сделана через две недели после требования Тёрнера к премьеру расследовать действия председателя партии в «деле Майкла Грина» (сам Шэппс все обвинения отрицал). Упомянутая правка содержала утверждение, что Тёрнер нарушил правила Палаты общин, направив приглашения на мероприятие по сбору средств в пользу Лейбористской партии через парламентскую электронную почту. При этом пользователь не упомянул, что парламентский комиссар по этике опроверг эти обвинения. Другой причиной понижения наблюдатели считают конфликт Шэппса с канцлером Джорджем Осборном. Кроме того, Шэппс потерял должность сопредседателя Консервативной партии (вторым сопредседателем был барон Фелдман).
8 июня 2015 года появилась информация, что Арбитражный комитет и Аудиторский подкомитет Википедии после проведённого расследования вынесли решения об отсутствии каких-либо доказательств наличия связи между участником Contribsx и Грантом Шэппсом и вынесли порицание администратору Википедии Ричарду Саймондсу (Richard Symonds), который стал первоисточником упомянутого обвинения против Шэппса в интервью газете The Guardian ещё в апреле 2015 года.

### Отставка
28 ноября 2015 года Шэппс ушёл в отставку с должности младшего министра международного развития после обвинений прессы в бездействии в ситуации с запугиванием человека. Смысл обвинений состоял в том, что, будучи сопредседателем Консервативной партии, Шэппс не принял никаких мер против активиста молодёжной организации консерваторов Марка Кларка (Mark Clarke), которого 21-летний Эллиот Джонсон (Elliot Johnson) обвинял в использовании против него запугивания (впоследствии Джонсон был найден мёртвым). Кроме того, утверждается, что предшественница Шэппса в должности председателя партии Сайида Варси также требовала от него в письменной форме привлечь к ответственности Кларка, оскорблявшего её в Твиттере, но на эти обращения Шэппс тоже не отреагировал.

### Возвращение к работе в консервативных правительствах
24 июля 2019 года назначен министром транспорта при формировании правительства Бориса Джонсона. В сентябре 2021 года из-за панических закупок горючего после утечки в прессу информации о нехватке 100 тысяч водителей бензовозов в Великобритании был отмечен дефицит автомобильного топлива и очереди на бензоколонках. Шэппс назвал кризис искусственным, поскольку потребности страны удовлетворяются промышленностью в полном объёме (24 сентября кабинет министров разрешил наём 5 тысяч иностранных водителей, смягчив иммиграционные правила, установленные после Брексита).
19 октября 2022 года после отставки Суэллы Браверман Шэппс был назначен министром внутренних дел Великобритании в правительстве Лиз Трасс.
25 октября 2022 года в результате правительственного кризиса Лиз Трасс подала в отставку, и был сформирован кабинет Риши Сунака, в котором Браверман вновь была назначена министром внутренних дел, а Шэппс получил портфель министра предпринимательства, энергетики и промышленной стратегии. 7 февраля 2023 года премьер-министр Сунак произвёл реорганизацию правительства, создав в том числе новый Департамент энергетической безопасности и углеродной нейтральности и назначив его руководителем Шэппса.
31 августа 2023 года Шэппс был назначен министром обороны Великобритании, заменив подавшего в отставку Бена Уоллеса.
1 октября 2023 года премьер-министр Риши Сунак дезавуировал публичное заявление Шэппса о возможности направления британских военнослужащих на Украину для обучения личного состава украинских вооружённых сил (Сунак уточнил, что такое возможно лишь по окончании боевых действий). Шэппс так же заявил, что обсуждал с президентом Украины Владимиром Зеленским планы использования британских военных кораблей для охраны транспортов, направляющихся в украинские порты на Чёрном море после выхода России из зерновой сделки.
5 июля 2024 года после поражения консерваторов на парламентских выборах Кир Стармер сформировал лейбористское правительство, в котором портфель министра обороны получил Джон Хили (сам Шэппс проиграл выборы в своём округе лейбористу Эндрю Левину).

## Частная жизнь
В 1997 году Шэппс женился на Белинде Голдстоун (Belinda Goldstone). В 2000 году семья пережила серьёзное испытание, когда Гранту был поставлен онкологический диагноз, и он прошёл курс химиотерапии. Все трое детей в семье родились с применением ЭКО. Люди из близкого окружения политика связывают его политическую напористость с убеждением, что жизнь дала ему второй шанс для самореализации.
В свободное время Шэппс увлекается полётами на собственном легкомоторном самолёте Piper PA-32R. Грант Шэппс является двоюродным братом панк-рокера Мика Джонса.